# Computadora óptica

Esta es una puerta lógica óptica, más específicamente la puerta lógica NOR (Not OR)

Una computadora óptica u ordenador óptico es un computador que usa la luz en vez de la electricidad (es decir fotones en lugar de electrones) para manipular, almacenar y transmitir datos. Los fotones tienen propiedades físicas fundamentales diferentes a las de los electrones, y los investigadores han intentado hacer uso de estas propiedades, sobre todo usando los principios básicos de la óptica, para producir computadores con el desempeño y/o capacidades mayores que los de los computadores electrónicos. La tecnología de computadores ópticos todavía está en los primeros tiempos: computadoras ópticas funcionales han sido construidas en el laboratorio, pero ninguna ha progresado más allá de la etapa del prototipo. 
La mayoría de los proyectos de investigación se enfocan en el reemplazo de los componentes de computadora actuales por equivalentes ópticos, dando por resultado un sistema de computadora digital óptica que procesa datos binarios. Este acercamiento parece ofrecer las mejores perspectivas a corto plazo para la computación óptica comercial, puesto que los componentes ópticos podrían ser integrados en los computadores tradicionales para producir un híbrido óptico/electrónico. Otros proyectos de investigación toman un acercamiento no tradicional, intentando desarrollar enteramente nuevos métodos de computar que no son físicamente posibles con la electrónica.

## Componentes ópticos para la computadora digital binaria
El bloque de construcción fundamental de computadores electrónicos modernos es el transistor. Para substituir componentes electrónicos por los ópticos, es requerido un "transistor óptico" equivalente. Esto es alcanzado usando materiales con un índice de refracción no lineal. En particular, existen materiales donde la intensidad de la luz entrante afecta a la intensidad de la luz transmitida a través del material, de una manera similar a la respuesta del voltaje en un transistor electrónico. Este efecto del "transistor óptico" es usado para crear puertas de lógica, que a su vez están ensamblados en los componentes de alto nivel del CPU del computador.

## Ideas falsas, retos y perspectivas
Un significativo desafío a la computación óptica es que el cómputo es un proceso no lineal, en el cual múltiples señales deben interactuar para computar la respuesta. La luz, que es una onda electromagnética, solamente puede interactuar con otra onda electromagnética en presencia de los electrones en un material, y la fuerza de esta interacción es mucho más débil para la luz de onda electromagnética, que para las señales electrónicas en una computadora convencional. Esto da como resultado que los elementos de procesamiento para una computadora óptica requieren más energía y mayores dimensiones que para una computadora electrónica convencional usando transistores.[cita requerida]
Otra aclamada ventaja de la óptica es que puede reducir el consumo de energía, pero, sobre distancias cortas, un sistema de comunicación óptico típicamente usará más energía que uno electrónico. Esto es porque el ruido de disparo de un canal de comunicación óptico es mayor que el ruido de Johnson-Nyquist (también conocido como ruido térmico) de un canal eléctrico, lo que en teoría de la información significa que requerimos más energía de señal para alcanzar la misma capacidad de datos. Sin embargo, sobre distancias más largas y a mayores velocidades de datos, la pérdida en las líneas eléctricas es suficientemente mayor que en las comunicaciones ópticas, las cuales comparativamente usarán una cantidad de energía más baja. A medida que se eleva la velocidad de datos de comunicación, esta distancia llega a ser más corta y así la perspectiva de usar la óptica en sistemas de cálculo llega a ser más práctica.[cita requerida]